# Сражение при Сан-Лоренсо (1863)
Сражение при Сан-Лоренсо (исп. Batalla de San Lorenzo) — сражение во время Второй французской интервенции в Мексике у посёлка Сан-Лоренсо-Альмекатла, штат Пуэбла, 8 мая 1863 года между французской и мексиканской армиями.
5 мая 1863 года, во время осады Пуэблы французской армией, мексиканская республиканская Армия Центра (три дивизии) генерала Игнасио Комонфорта вышла из Тлакскалы, чтобы попытаться деблокировать осажденный гарнизон города.
По приказу Комонфорта 7 мая 1863 года на пути из Тлакскалы в Пуэблу 1-я дивизия заночевала в городке Сан-Лоренсо, 2-я дивизия — в Пансаколе и последняя — в городке Санто-Торибио. Все эти силы должны были встретиться у Пуэбле, чтобы провести совместную атаку на осаждающую город французскую армию, а также доставить продовольствие гарнизону.
Генерал Форей, командовавший французскими экспедиционными войсками, отдал приказ атаковать подходившие силы мексиканцев, и в ночь с 7 на 8 мая генерал Базен выступил с четырьмя пехотными батальонами, тремя эскадронами, мексиканским эскадроном, батареей конной артиллерии, горной артиллерией и саперным отрядом.
Французы двинулись по дороге на Мехико, затем пересекли поле на уровне посёлка Куаутлансинго, чтобы избежать республиканских аванпостов. Генерал Базен поставил своих мексиканских всадников во главе колонны, что позволило в темноте обмануть первый авангард противника. Около 4:30 утра, когда рассвело, французы атаковали первый пост и подошли за два километра к югу от посёлка Сан-Лоренсо.
В пять часов утра французы развернули свою пехоту перед посёлком, расположенном на возвышенности, с юга, где рельеф менее крутой. Артиллерия — на правом фланге и в центре, кавалерия — на левом. Артиллерия начала обстрел, затем французская пехота пошла в атаку эшелоном, левым флангом впереди, чтобы отрезать мексиканцам отход на запад.
Республиканцы быстро отступили через брод у Пенсаколы. Часть французской кавалерии бросилась в погоню за мексиканской кавалерией. Другая часть преследовала отступающих, пытающихся бежать через броды реки Атояка. 1-я мексиканская дивизия была уничтожена, 2-я также понесла тяжелые потери, а 3-я дивизия генерала О’Хорана, не приняв боя, стала отступать к Тласкале.
Прибывшие через Серро-де-ла-Крус в качестве подкрепления мексиканские отряды консервативной партии генерала Леонардо Маркеса вместе с двумя французскими батальонами и эскадроном стали преследовать бегущего противника в направлении Санта-Инес-Сакателько. В девять тридцать утра сражение закончилось.
Республиканцы, потерявшие 800 человек убитыми и ранеными и 1000 пленными, отступили к Тласкале, а затем к Сан-Мартин-Тексмелукану. Французы заночевали в Сан-Лоренсо, а затем Базен вернулся в свой штаб в Молино-эн-Медио.